# 魔天戰神
《魔天戰神》（ヤマトタケル/大和武），是日本由TBS電視台、ASATSU、日本動畫公司聯合製作的RPG題材機械人動畫。

## 劇情簡介
十二年前離開地球的二百九十六名地球人，因太空船意外被逼降落於出雲星。當中第一對步出逃生艙的夫婦，誕下一位男嬰，並取名為大和武尊。故事便從定居於出雲村的武尊在偶然下喚醒沉睡的魔空戰神須佐尊，從此踏上尋找八個行星之魂所在地，以解救出雲星被毀源的危機。
旅途上加入弟橘媛及波普瑪老伯，及後希望借助傳說三神器草薙劍、八咫鏡、八尺瓊勾玉的力量，阻止並再次封印邪馬台八頭龍復活。
在瑞穗國因三台魔空戰神戰鬥的力量太過龐大，眾人被傳送到第一月球哈亞斯上，並得到認可拿到太空船龍之搖籃。在第二月球希姆嘉上，救回三名在十二年前急降在此的地球人及魔空戰士之一的紀奧密。在第三月球奈米哈上，武尊無法完成試煉，天野白鳥及神器八咫鏡被宿敵麥格池奪走。
在回到出雲星後，月夜見操縱須佐尊前往海底深處摧毀出雲星的核心，雖然憑著消去須佐尊潛藏的邪惡之心而得以制止出雲星毀滅，但弟橘媛亦被其兄麥格池以八頭龍的邪力洗腦成為敵人。
再次回到出雲村的武尊等人，被月夜見的手下夏蒙襲擊，縱解救出雲村免受毀滅，但武尊的母親亦被擄去，為阻止月夜見復活八頭龍及救出母親，武尊等人乘座龍之搖籃突入魔空要塞，幾經辛苦終救回母親及弟橘媛，但已無法阻止八頭龍的復活。
所幸麥格池死亡，武尊重拾八咫鏡，而行星之魂存放之處正是出雲村，武尊集合三神器與行星之魂的力量，復活七個行星，並與須佐尊化身為光之巨人，擊敗月夜見與八頭龍，世界再次和平。
OVA篇裡，並未死去的月夜見，集合麥格池的靈魂、八頭龍的碎片及魔空戰神修羅尊，化為魔空要塞的碎片墮落出雲村大水池之中。當晚月夜見即操縱修羅尊襲擊出雲村，引出弟橘媛，在擊敗武尊並重創須佐尊後，成功擄走弟橘媛。
重傷的須佐尊吸收龍之搖籃的能量成功進化成第三階段，前去拯救弟橘媛時與八頭龍碎片變化而成的六台魔空戰神合一戰鬥，明白到只有光明能消滅邪惡而戰勝。
最後為阻止已附身於弟橘媛身上的月夜見復活八頭龍，武尊駕駛須佐尊決定與弟橘媛一起直飛太陽，以太陽之力徹底消滅月夜見，但此時麥格池的靈魂顯現，與武尊冰釋前嫌，付託妹妹給武尊後，送走武尊及弟橘媛，與須佐尊一同抓著月夜見投身太陽同歸於盡。

## 登場角色

### 主要角色
- 大和武/大和武尊（配音員：林丹鳳（香港）、龜井芳子（日本））

初登場時12歲，踏入出雲星第一位出生的地球人，於出雲村長大，性格衝動，頑皮好動，不受約束，體力不輸成年人。偶然間喚醒須佐尊，為阻止月夜見令邪馬台八頭大蛇復活踏上旅程。
隨後在旅途上遇到弟橘媛及波普瑪老伯。在擊敗飛龍後拿到草薙劍，在浮島被出雲巨鯨贈予八尺瓊勾玉化成的玉笛，但因無法通過天野白鳥試煉而沒獲得三神器之一的八咫鏡。
一路上克服困難，擊敗眾多魔空戰士及難關，逐漸學會克服憤怒與憎恨之心，學懂使用正義與善良的力量，性格不再像初時好勇鬥狠，不再隨意使用暴力解決問題。
故事最後因麥格池死去而重拾八咫鏡，集合三神器的力量，與須佐尊幻化光之巨人，把剛復活的八頭龍擊敗。
OVA中為15歲，再次坐上須佐尊對抗前來襲擊出雲村的修羅尊，但不敵第三階段的修羅尊被重創，及後須佐尊吸收龍之搖籃的力量進化成第三階段，再次出發去阻止月夜見及八頭龍的復活。
在最後打算與弟橘媛、須佐尊與月夜見投身太陽同歸於盡，被麥格池的靈魂所救，與其冰釋前嫌，歸還須佐尊，與弟橘媛在進入太陽前被須佐尊送走。
麥格池的靈魂在最後，把妹妹弟橘媛付託武尊，並希望武尊以後好好照顧弟橘媛。
角色名字來自日本武尊。
- 弟橘媛（配音員：林元春（香港）、金井美香（日本））

小時候受到月夜見洗腦，因而成為麥格池的妹妹，實情是意外撞上地球人太空船，導致太空船被迫降落出雲星的母女其中一人，與武尊同一天出生。被月夜見指派充當臥底，而接近武尊，並與他成為歡喜冤家，後來因為發覺自己愛上武尊，而棄暗投明。
舉止行為兇惡，動不動就打人，實則從小心地善良，曾為岳格包紮傷口，與哈麗美情如姊妹。
故事後段成功被麥格池用八頭龍的詛咒洗腦成為敵人，其間曾操縱天野白鳥襲擊武尊等人，後因麥格池死去而清醒，重回武尊陣營。
OVA中與哈麗美一同在出雲村生活，後來被月夜見附身，最後在與武尊、須佐尊一起打算跟月夜見進入太陽同歸於盡時，被麥格池的靈魂所救。
角色名字來自日本武尊之妻子弟橘媛。
- 洛加（配音員：沈小蘭（香港）、緒方惠美（日本））

出雲村出生的大紀桂星人、武尊自小青梅竹馬的好朋友。與武尊性格相反，性格文靜堅忍。
三年後的OVA裡，已然成了學者模樣，戴上眼鏡，並成功研發飛機，並讓武尊試飛成功。
- 麻・本呂婆/波普瑪老伯（配音員：張炳強(前期)、陳曙光(後期)（香港）、茶風林（日本））

超過一百歲、傳說的精靈使/灵能力者，平常會坐著雨傘飛行，非常好色，角色名字來自麻本呂婆。

### 月夜見軍團
- 月讀/月夜見（配音員：盧國權（香港）、堀内賢雄（日本））

以魔空要塞君臨宇宙、邪惡的根源，為促成魔空戰士重生，不惜消滅大紀桂星系七顆行星。
邪力驚人，能某程度搖遠控制魔空戰神，亦能魅惑人心，以念力干涉別人的思想。
於34話中以肉身赤手空拳與超魔空戰神賀依皇對戰，未見下風。
實際上為接受了八頭龍詛咒的不死身黑暗怪物，以依附在別人身體上存活，動畫裡附身的肉體，正是弟橘媛的親母橘明日香，於動畫最後連同八頭龍被化身為光之巨人的須佐尊打敗。
在三年後的OVA裡，結合同樣受到八頭龍詛咒的麥格池、八頭龍碎片及修羅尊，變化為魔空要塞的碎片墮落出雲村的大水池，後操縱修羅尊把須佐尊重創及砍去右手，再把操縱玉緒尊前來保護武尊的弟橘媛，連同玉緒尊的駕駛倉一同奪走，企圖奪取弟橘媛的肉身及再次復活八頭龍。
最後在成功奪走弟橘媛的肉身時，被須佐尊及麥格池的靈魂抓向太陽同歸於盡。
角色名字來自月讀尊。
- 御雷/麥格池（配音員：郭志權（香港）、森川智之（日本））

魔士戰士成員之一、大和武尊的宿敵、弟橘媛之兄(月夜見為催生麥格池與弟橘媛的憤怒之心，所以將兩人洗腦，並植入「兄妹」記憶，實際上兩人並非親兄妹)，自認是須佐尊最適合的操縱者，所以對武尊被選中心深不忿。未被邪馬台八頭龍控制前，是一位討厭卑鄙行為、孤高的戰士，也是名照顧妹妹的好兄長；被控制後，性格變得殘暴而不揮手段，並試圖把八頭龍的力量據為己有。
因其無情決心，讓其通過天野白鳥試煉而拿到神器八咫鏡，並使天野白鳥與賀依皇合體成為「超魔空戰神」。
故事後段成功以八頭龍的力量洗腦弟橘媛成為一份子，妄想復活並控制八頭龍稱霸宇宙，但在八頭龍復活時，不敵其巨大的邪惡力量而死去，天野白鳥的力量亦在此時離去。
OVA中因受八頭龍的詛咒，靈魂成了不生不死的存在，最後其靈魂與武尊冰釋前嫌，付託弟橘媛給武尊後，跟須佐尊一起，抓住月夜見投身太陽同歸於盡。
角色名字來自建御雷。
- 輝利臣/紀奧密（配音員：黃麗芳(前期)、謝潔貞(後期)（香港）、喜田あゆ美（日本））

魔空戰士成員之一、風介尊操縱者，三番四次出現在武尊等人面前與其對戰並被擊退。一次意外中與武尊洛加共處了一小段時間，開始建立友誼。最後賭上魔空戰士的尊嚴與武尊戰鬥並落敗，拒絕被武尊所救而掉落岩漿。
因不斷戰敗被月夜見重罰，被冰封於第二月球希姆嘉上，憑著不甘落敗的執念化為強大的能量，把乘座龍之搖籃的武尊等人困在希姆嘉上，借助男捷的身體再與武尊決戰。
後來被武尊的熱誠破除月夜見的冰封詛咒得以重生，成為武尊朋友。之後一直與武尊等人共同戰鬥。
OVA中並不像其他人居住在出雲村，但在月夜見復活時，駕駛風介尊出手相助武尊等人。
- 速甕/哈麗美（配音員：梁少霞（香港）、木藤聰子（日本））

魔空戰士成員之一、月火尊操縱者。弟橘媛在魔空要塞時常暗裡與其玩耍，感情深厚，視弟橘媛為姐姐看待，為奪回被武尊使計搶走的姐姐弟橘媛，出現在武尊等人面前。因憎恨武尊的情緒而讓月火尊失控暴走，後被加昂與弟橘緩平復內心，卻也無法再抑制月火尊的能量而自爆，被武尊救出，與弟橘媛冰釋前嫌，後為救回弟橘媛而加入武尊等人成為同伴。
OVA中與弟橘媛一同在出雲村生活。角色名字可能來自速甕之多気佐波夜遅奴美神。
- 櫻花/岳格（配音員：李錦綸（香港）、安西正弘（日本））

魔空戰士成員之一、方乃尊操縱者。暗地裡喜歡著弟橘媛，在方乃尊與須佐尊最終決戰時，為保護弟橘媛不被方乃尊殘骸撞擊而犧牲。
- 津見彦/艾馬池（配音員：石田彰（日本））

魔空戰神成員之一、玉緒尊操縱者，充滿野心成為支配者，經常獨自行動的角色。繼密格池後，首名駕駛魔空戰神出現在武尊面前的敵人。後再出現於瑞穗國，用計阻礙麥格池和武尊的決賽，並打算搶奪其魔空戰神支配宇宙，最後三台魔空戰神戰鬥時的力量太大，扭曲空間讓三台戰神各自被傳送到不同的外太空去。
爭奪八咫鏡時，與保護眾人的風介尊戰鬥，本以玉緒尊的力量成功刺穿風介尊戰勝，但因大意離開駕駛室，被先一步離開風介尊的紀奧密偷襲落敗，在力盡時打算與紀奧密同歸於盡，指示玉緒尊向兩人射出掌中火焰，結果艾馬池被炸死，紀奧密被彈開而倖免於難。角色名字可能來自天津甕星。
- 阿蒙/夏蒙（配音員：古田信幸（日本））

魔空戰士成員之一、也是一眾魔空戰士隊長，行事正直穩重，修羅尊的操縱者。
動畫裡駕駛修羅尊多數為與賀依皇戰鬥，只有34話與須佐尊戰鬥。故事末段親身與武尊對決，獲勝後本想了結武尊，但最後為保護武尊免被賀依皇攻擊而犧牲。
- 櫛名田/稻田姬（配音員：黃鳳英（香港）、折笠愛（日本））

角色名字來自櫛名田比賣。魔空戰士成員之一、時野尊操縱者，後期常與鬼龍一起行動，但只是互相利用。於黃泉國與鬼龍聯手，挑戰超魔空戰神賀依皇，並雙雙戰死。
- 鬼龍（配音員：高木渉（日本））

魔空戰士成員之一、獸之尊操縱者，擁有預知能力，能於作戰時使用，佔盡先機，但於雷雨天時會失效，武器為可分成三節使用的長槍。於黃泉國與稻田姬聯手，挑戰超魔空戰神賀依皇，並雙雙戰死。

### 其他角色
- 拉昂（配音員：陳曙光（香港））

居於沙漠中的盜賊兵團首領，曾經是出雲村村民，為救病重妻子，不惜違反村民不得擅離村落規條而被放逐，惜取藥回村時已是太晚，妻子已然死去。
- 眷逢姬（配音員：高島雅羅（日本））

於第一月球早瀬/哈亞斯上居住的看守者，是一名女性人型機械人。百萬年來一直守護著斑鳩/依倫加族人的遺跡，並等待著勇者的到來。最後承認武尊，送贈其龍之搖籃後，繼續留守在哈亞斯上。
- 稻羽/依拉帕、安娜、己貴/男捷

依拉帕和安娜為12年前於太空船逃生的最後兩名地球人，並因太晚逃生而被迫降落於第二月球日向/希姆嘉上，二人之後一直在希姆嘉上居住，六年後生下男捷。12年後遇上乘座龍之搖籃的武尊等人，事實上是紀奧密的執念把眾人困在希姆嘉，其靈魂操縱了男捷的身體再與武尊決鬥，後冰釋前嫌，靈魂回到自己肉體而離開男捷。眾人修復好龍之搖籃後，一直與武尊等人結伴，最後乘座龍之搖籃回到出雲星。
- 加昂（配音員：區瑞華（香港）、矢島晶子（日本））

出雲星第三月球難波/納米哈上的居民，外型如削髮僧人，額前腦後均有藍色及紅色三角型圖案，擁有一雙深綠色猶如昆蟲般的大眼睛。為遠古出雲星人後代，是第一代加昂無數次轉生，擁有強力的靈力，初次見面便能以靈力控制須佐尊的行動，及後與弟橘媛一同平復暴走的哈麗美的情緒。
使命為指引拯救宇宙的勇者尋找八咫鏡，於八咫鏡被密格池佔有後，成為玉緒尊的操縱加入武尊等人。
OVA中並未登場。

## 魔空戰神
由可再生金屬製成，通常由被稱為「魔空戰士」的機師操縱(大和武尊及加昂除外)，以例如石頭等礦物為食物吸取營養，亦能像生物般成長、蛻皮，令戰鬥能力提升，至第三階段成長期時，最高可達30米，月夜見陣營的戰神均為第二階段以上。此外只要未被破壞頭部，全身所有部份都可自行復元。除了機體的能源水平，作戰能力還會因操縱者的意志力和情緒波動而有所不同。魔空要塞上有水槽型式的再生裝置。
設定上每台魔空戰神均擁有驚人的作戰能力，但每台戰神的專長並不相同，有的擅長接近戰、遠距離作戰或者遊擊戰，並且有考慮過不同戰神的組裝型式。
須佐之男/須佐尊(スサノオ)
高度﹕(第一階段)15米、(第二階段)23米、(第三階段)40米
固定武裝:兩肩光束炮、胸部火炎炮、手甲拳套
追加武裝﹕「草薙劍」、盾牌「八咫鏡」(八尺瓊勾玉化為武尊所用玉笛)，設定上能在指尖伸出利爪，但動畫從未顯示過。
大紀桂星系七行星被毀滅後，最後一部留在母星的魔空戰神。體內封印著邪馬台八頭龍復活的關鍵「八頭龍玉」(オロチ玉)，後來於須佐尊結繭蛻變時，龍玉於其體內脫離，龍玉當中用來封印八頭龍的正義力量為救回死去的武尊而消耗掉，剩餘的八頭龍邪惡力量改為選擇了賀依皇作為新的宿主，後被麥格池奪取。須佐尊原本的使命，是消滅出雲星令八頭龍復活，但由於一百萬年前的操縱者陣亡，因而進行自我沉睡。雖然到了一百萬年後，消滅出雲星的邪惡之心依然存在，但最後亦被武尊的意志感化，將邪念消除。
OVA中，第二階段的須佐尊，被突然來襲的修羅尊打敗重創，右臂更被削去，並沉入湖底。不過在吸取沉睡在湖底的龍之搖籃力量後，得以進入第三階段，進化成紅金色的須佐尊，力量強大不少，亦擁有了飛行能力。最後武尊為徹底打敗月夜見，駕駛須佐尊直衝太陽，麥格池的靈魂為救走被月夜見附身的弟橘媛顯靈，於救出武尊及弟橘媛後，控制須佐尊抓緊月夜見，雙雙墜入太陽同歸於盡。
與其他魔空戰神不同，須佐尊登場時仍然為第一階段，在浮島作戰最終時蛻變成功，進入第二階段。至OVA時又再進化為終極第三階段。第一階段以灰藍色盔甲為主，第二階段在灰藍色盔甲邊沿追加了不少金黃色的盔甲，第三階段則以紅色為主，配上金甲，胸口及左右肩甲上有巨大人臉裝甲是其一大特徵；配劍亦與以往不同，不再裝備於背後，而是配在左邊腰間。
為作品最多角色曾經操縱的魔天戰神(大和武尊、弟橘媛、紀奧密、麥格池《OVA》)
故事前段一直依靠武尊的憤怒與憎恨行動，所以除了戰鬥以外的時候不太聽武尊的命令，常會失控，也不太服從戰鬥外的命令，但由於沉睡前的因緣，故會聽武尊的玉笛作回應，一開始只會邊聽笛聲邊走路，拿到草薙劍後，吹一下笛子便會行走，再吹便會停下來。以後慢慢適應了武尊作為主人，第一次被紀奧密奪走時，紀奧密才離開駕駛倉，聽到玉笛聲便自行回到武尊身邊，於蛻皮後更第一次主動拯救遇襲的武尊。
故事後段再度被月夜見遙遠操控，抵達海洋深處的八頭龍脫殼內的黃泉國，打算完成百萬年前的任務，直接摧毀出雲星的核心，被武尊感化盡清體內的邪惡之心，後以武尊的善良之心作驅動力，真正與武尊合而為一。
在天野白鳥的試煉中為保護武尊，而自動把其送出駕駛室。OVA中，送走武尊及弟橘媛時，亦回頭向他們望了一眼。
角色名字來自素戔嗚尊。
玉之男/玉緒尊(タマノオ)
原為艾馬池操縱，紅色和橘色的機身及火焰造型的裝甲，是動畫裡首台出現、及第三階段的魔空戰神，配備一大劍和圓型月輪，不過較少使用，通常使用能量彈作戰。曾因與賀依皇和須佐尊交手時，三台戰神合力使出了極為巨大的力量，扭曲引力，導致三機均從出雲星上被傳送到不同的外太空，玉緒尊是三台戰神裡，唯一一台最接近魔空要塞的機體，並順利回到要塞進行補給。
艾馬池死後，被武尊以玉笛淨化掉體內的邪力，後被加昂操縱，成為武尊同伴。
OVA中，弟橘媛操縱玉緒尊阻止修羅尊傷害武尊，結果被修羅尊打穿駕駛艙擊毀，弟橘媛連人帶艙被擄走。
風之男/風介尊(カゼノオ)
紀奧密操縱，藍色和綠色的魔空戰神，擅長空中戰，以及利用狂風作戰。武器與本人一樣同為雙斧。一度因紀奧密被處罰冰封，而被月夜見棄於太空，及後在紀奧密復活時被喚回，後因紀奧密成為武尊等人同伴，亦成了須佐尊的戰友。
設定中擁有第三階段進化，最後未有出現。
唯一一台確定存活下來的魔空戰神。
鎧王/賀依皇(ガイオウ)
月夜見最新製作的第九台魔空戰神，後來作為獎賞賜予麥格池，並多次與須佐尊交戰。灰藍及黑色的機身加白色裝甲，第三階段魔空戰神，駕駛室亦與其他戰神有別，平常不暴露在外。剛到達出雲星時便被從須佐尊身上脫離的八頭龍玉邪惡力量寄生，並污染了首名進入駕駛室的麥格池，武器為紅色三叉戟。戰鬥力處於最高水平，號稱最強力量的魔空戰神，能單機突破大氣層，並且擁有能吸收能量這種其他戰神沒有的能力。與天野白鳥合體後，成為「超魔空戰神」。
故事末段於復活八頭龍時，抵受不住其巨大的力量而爆炸毀滅。
𩺊之男/方乃尊(アラノオ)
外觀左右不對稱的第三階段魔空戰神，左眼呈機械式圓燈型，左臂前端為一巨型金色勾爪，由岳格操縱，跟岳格一樣能操控能量球作攻擊之用。當須佐尊在浮島上結繭進行脫皮時，被麥格池奪走，與須佐尊進行最後的對決，最後被脫皮完成第二階段的須佐尊打敗擊毀。
修羅之男/修羅尊(シュラノオ)
由月夜見賜予夏蒙使用，號稱最強，第三階段的魔空戰神。白色金甲，背後有兩條如觸手般的裝備，可在背上變成如月輪般的形態，擁有極致的攻防實力，武器為巨斧。
OVA中被月夜見搖遠操控，突襲出雲村，與前來阻擋的須佐尊戰鬥，力壓及重創須佐尊、砍去其右手，並把其擊落大水池。後再與弟橘媛操縱的玉緒尊戰鬥，直接貫穿及擊毀玉緒尊，後把弟橘媛與駕駛艙一同奪走。
之後下落不明，可能在與第三階段須佐尊戰鬥的六機神合一中被擊毀。
時之男/時野尊(トキノオ)
稻田姬操縱，綠和黃色的魔空戰神，肩部有翼狀裝甲，腳部貌似龍爪，為動畫裡第二台遇上的魔空戰神，初登場時以躲在岩石中的石巨人模樣現身。傳說可以操控時間，單機作戰能力並不高，動畫後段常與獸之尊一同出擊，武器為鞭子。動畫後段被與天野白鳥合體後的超魔空戰神賀依皇擊毀。
獅子之男/獸之尊(シシノオ)
鬼龍操縱，棕色的魔空戰神，武器為兩把長刀，可組合使用，會根據鬼龍的預知能力作戰。為動畫裡第三台遇上的魔空戰神，機體猶如野獸般的外表，雙手雙腳均為爪子，背上左右各有一龍頭，在戰神裡也是外觀較特殊的一台。動畫後段被與天野白鳥合體後的超魔空戰神賀依皇擊毀。
月之男/月火尊(ツキノオ)
哈麗美操縱，紫藍色的魔空戰神，外觀猶如日本武士加上忍者的結合，武器為火焰型的長劍，及可連發的胸部火炎炮。於登場時因哈麗美對武尊的憎恨暴走，及後哈麗美心情平復下來，無法再抑制魔空戰神的邪力而失控自爆，僅於第29話曇花一現。

## 名詞
- 出雲村(ヤクモ村)

12年前地球遷移者因太空船意外，被逼急降出雲星後的落腳點。地球人在出雲村開始落地生根，並向村民傳授醫藥、耕作技術，雖然地球人與出雲星人偶有爭執，但大體上相處尚算和平。村落的後山，正是須佐尊沉睡之處。
- 瑞穗國(ミズホ)

出雲星中科技最發達都市，較其他國家更早發展工業，以及製作飛機、汽車、以及格鬥機械人。由於當地居民絕大多數任職工人，每日每夜生活刻板單調，所以令他們重拾生趣的機械人格鬥賽便應運而生。
最後瑞穗國被賀伊皇所毀滅。
- 草雉劍(クサナギの剣)

沉睡在出雲星外太空某隕石中，後來成為須佐尊專用配劍。
- 龍之搖籃

龍之搖籃為金龍外貌的太空船，擁有一定程度自我意識，懂得保護自己，以及吸收能量及分享能量等能力，OVA中正是分享能量予須佐尊，讓其進化成第三階段。

## 主題曲
- 「真夏之扉」（第1集-第18集）
作詞・作曲：TAKURO／編曲：土屋昌巳、GLAY／主唱：GLAY
- 「Flower of Desert」（第19集-第37集）
作詞：山中真一、濱崎直子／作曲：山中真一／編曲：矢吹俊郎、山中真一／主唱：濱崎直子

- 「RAIN」（第1集-第18集）
作詞：YOSHIKI／作曲：YOSHIKI、TAKURO／編曲：YOSHIKI／主唱：GLAY
- 「Twilight Songs」（第19集-第37集）
作詞・作曲・編曲・主唱：濱崎直子

## 漫畫
- 『ヤマトタケル』(原作：三村渉、漫畫：たかや健二 小學館 月刊コロコロコミック1993年12月号~1994年9月号連載)

## 電影
- 『ヤマトタケル』(Orochi：the Eight-Headed Dragon)1994年7月9日上映，臺灣上映時譯為太陽武神

### STAFF
- 製作：富山省吾
- 監督：大河原孝夫
- 特技監督：川北紘一
- 脚本：三村渉
- 撮影：関口芳則
- 美術：小川富美夫
- 照明：望月英樹
- 録音：池田昇
- 編集：小川信夫
- 助監督：三好邦夫
- 製作担当：森知貴秀
- 音楽：荻野清子
- 主題歌：GLAY「RAIN」
- 主題歌プロデュース：YOSHIKI
- サントラ盤：ポリドール
- スクリプター：石山久美子
- 衣装：出川淳子
- 音響効果：佐々木英世（東洋音響）
- 殺陣：金田治
- スタント：岡元次郎、清家利一、大藤直樹（ジャパン・アクション・クラブ）
- 制作係：金澤清美、櫻井武晴